# Jodocus Donatus Hubertus Temme
Jodocus Donatus Hubertus Temme (né le 22 octobre 1798 à Lette et décédé le 14 novembre 1881 à Zurich) est un homme politique, juriste et écrivain allemand. Libéral convaincu, il est un des meneurs de l'assemblée nationale prussienne.

## Biographie

### Jeunesse et débuts professionnels
Le père de Jodocus Donatus Hubertus Temme est à la fois avocat et administrateur du cloître Clarholz. Son oncle est le prévôt du cloître. Jodocus Donatus Hubertus est tout d'abord éduqué par un précepteur. À partir de 1808, il fréquente le lycée de Paderborn. Dès l'année suivante, il reçoit le certificat de maturité. En 1814, il commence des études de droit à l'université de Münster. Il les continue à Göttingen et y devient membre du corps Guestphalia de la ville. Il termine ses études en 1819, et fait son stage à la cour d'appel de Paderborn puis passe avec succès ses examens pour devenir magistrat débutant. Il commence sa carrière au tribunal de la ville de Limburg an der Lenne.
Temme commence à rédiger son roman Le chien de recherche dès cette époque. Il le publie grâce à Alfred von Tambouillot, l'ancien époux de l'écrivain Mathilde Franziska Anneke.
De 1822 à 1824, il devient l'accompagnateur et le précepteur du prince François de Bentheim-Tecklembourg (de). Dans le cadre de ses fonctions, il se rend dans les universités de Heidelberg, de Bonn et de Marbourg. Il devient membre du Corps Guestphalia Bonn. En 1824, il retourne à Limburg reprendre ses anciennes fonctions. En 1827, il se marie. Afin d'assurer des revenus, il commence à travailler comme pigiste pour divers journaux de la région sous le pseudonyme d'Heinrich Stahl. En 1832, il passe le troisième examen d'État et est muté au tribunal d'Arnsberg. Il entre au conseil juridique en 1833, ce qui lui vaut une nouvelle mutation à Ragnit en Petite Lituanie. Il utilise son temps libre pour écrire des nouvelles policières. Au bout de trois ans, il devient commissaire divisionnaire à Stendal. En 1838, il entre au tribunal de Greifswald.

### Banni en Petite Lituanie
En 1844, ses opinions libérales lui valent d'être dans le collimateur du roi Frédéric-Guillaume IV. Il le nomme directeur du tribunal de Tilsit, loin de la capitale.

### Révolution de mars
En 1848, il est nommé procureur à Berlin. Il est élu la même année à l'assemblée nationale prussienne. Il y fait partie du groupe parlementaire de gauche. On essaie vainement de l'éloigner de l'assemblée en le nommant vice-président de la cour d'appel de Münster. Il est un des principaux orateurs de l'assemblée au côté de Waldeck et Jacoby. Il est fermement opposé au gouvernement. Quand en novembre, le roi déplace l'assemblée nationale dans la ville Brandebourg, il est un des meneurs de la protestation et est favorable à la désobéissance civile. Le 5 décembre 1849, il est élu dans la circonscription de Tilsit pour la chambre des représentants de Prusse nouvellement créée par la constitution. Il y siège de février à avril 1849,. 
Le 8 janvier 1849, il élu dans la circonscription de Neuss au parlement de Francfort. Il fait partie du groupe parlementaire Westendhallm qui est classé dans la gauche modérée. Quand le parlement de Francfort est dissous, il participe au parlement croupion à Stuttgart. Après la chute du parlement, Temme est poursuivi pour son implication dans la rédaction des « décisions de Stuttgart », ses opinions politiques démocratiques et haute trahison devant la cour d'assise de Münster. Au bout de neuf mois de détention, il est acquitté par le tribunal. Au début de 1851, il est renvoyé de l'administration sans motif juridique valable. Il perd également ses droits à la retraite.

### Écrivain
Il devient rédacteur en chef du journal Neue Oderzeitung de Breslau en 1851. Il quitte ce poste l'année suivante, à cause de la surveillance policière constante dont lui et sa famille font l'objet et qui le tourmente. En 1852, il part à Zurich pour devenir professeur de droit criminel. Malgré la faible paie à ce poste, il y reste jusqu'en 1878.
Dans les années 1850, il commence à écrire de manière plus intensive. Jusque dans les années 1870, il rédige de nombreuses histoires policières qui paraissent dans le journal Die Gartenlaube d'Ernst Keil (de). Le genre policier en est alors à ses balbutiements en Allemagne. En 1872, il publie son premier roman Hermann Klostermann - ein neuer Rinaldo, Herman Klostermann - un nouveau Rinaldo, qui, tiré de faits réels, raconte l'histoire de ce braconnier.
De 1863 à 1864, il retourne à Berlin, où il est élu à la chambre des représentants de Prusse. En 1878, il retourne brièvement avec sa famille à Tilsit. La mort de femme précipite cependant son retour à Zurich.

## Œuvre

### Ouvrages juridiques
- (de) Die Lehre von der Tödtung nach preußischem Rechte, Leipzig, 1839 (lire en ligne)
- (de) Lehrbuch des preußischen Zivilrecht, t. 2, Leipzig, Collmann, 1846
- (de) Lehrbuch des preußischen Strafrechts, Berlin, s.n., 1853
- (de) Archiv für die strafrechtlichen Entscheidungen der obersten Gerichtshöfe Deutschlands, Erlangue, Palm, janvier 1854 - juin 1859
- (de) Lehrbuch des schweizerischen Strafrechts, Aarau, s.n., 1855
- (de) Lehrbuch des gemeinen deutschen Strafrechts. s. n., Stuttgart, 1876
- (de) Lehre von der Tödtung nach preusischem Rechte, Leipzig, Collmann, 1839
- (de) Das preussische Vormundschaftsrecht, Berlin, s.n., 1847
- (de) Rechtliche Bedenken über die Verlegung und Vertagung der preussischen Nationalversammlung, Berlin, s.n., 1848
- (de) Die Prozesse gegen Jocodus Temme, Brunswick, Georg Jeger, 1851 (lire en ligne)

### Ouvrages littéraires
- (de) Adele oder das grausame Verhängnis, Quedlinbourg ou Quedlimbourg, Basse, 1823
- (de) Der Bluthund, Quedlinbourg ou Quedlimbourg, Basse, 1820
- Stephan Born (dir.), Erinnerungen, Leipzig, Keil, 1883 réédité : (de) Erinnerungen, Goldbach, Keip, 1997 (ISBN 3-8051-0442-1)
- (de) Otto Schütz und der Auskultator Ewald, Leipzig, Collmann, 1828
- (de) Die Volkssagen von Pommern und Rügen, Berlin, Nicolaische Buchhandlung, 1840 (lire en ligne)
- (de) Der tolle Graf : Eine Kriminal-Geschichte
- (de) Der Studentenmord in Zürich. Criminalgeschichte, Zurich, 1872

## Citations
1. ↑  « Der Bluthund »
2. ↑  « Stuttgarter Beschlüssen »